# Arrondissement de la Rivière Pot'ong

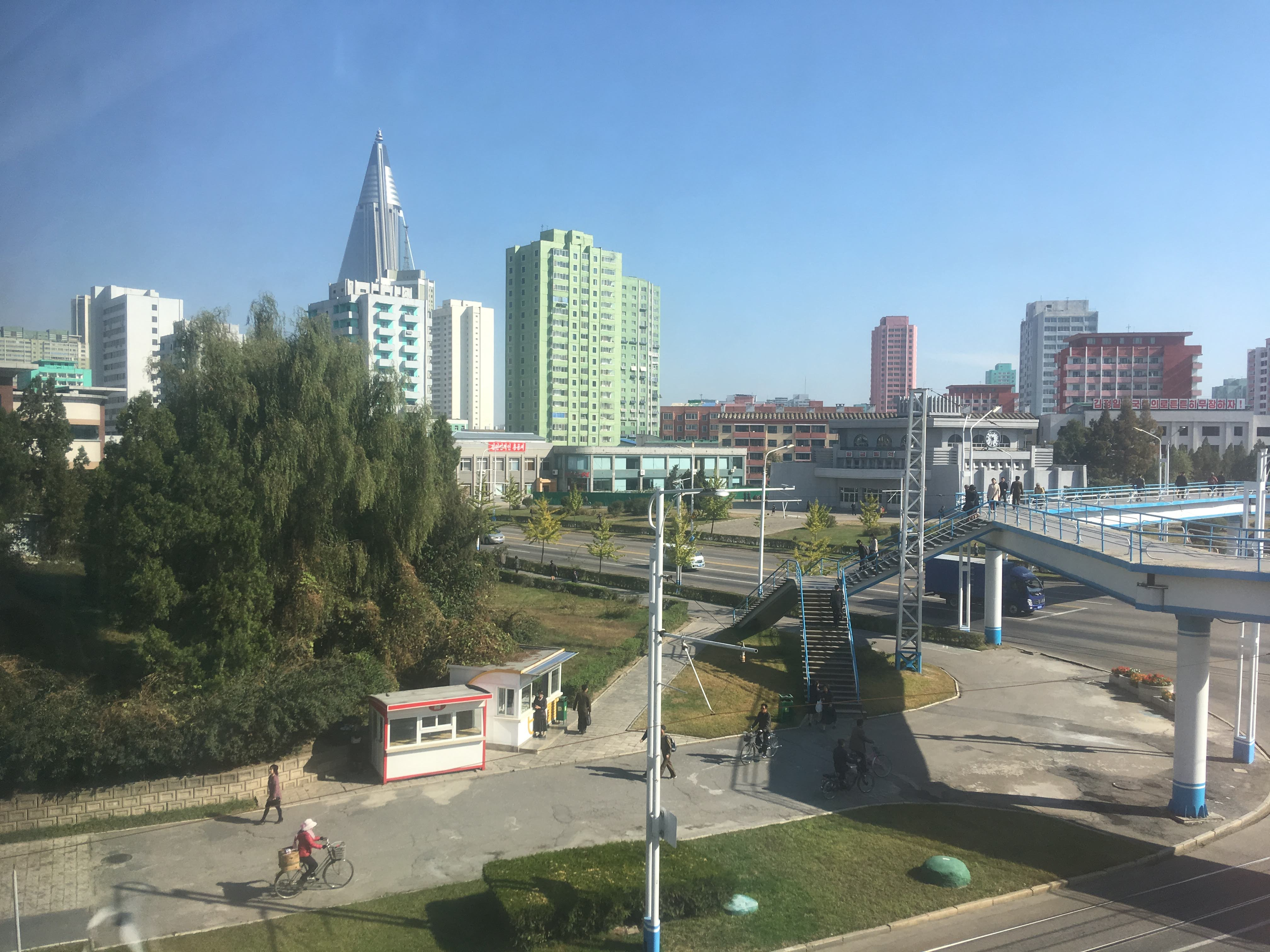

Pot'onggang-guyŏk ou Arrondissement de la Rivière Pot'ong (Hangeul: 보통강구역; Hanja: 普通江區域), est l'un des 19 arrondissements de l'agglomération de Pyongyang. 

## Divisions administratives
L'arrondissement de la Rivière Pot'ong est constitué de quinze quartiers :
- Kyonghung (hangeul : 경흥동 hanja : 慶興洞), anciennement (屈原洞)
- Ponghwa (hangeul : 봉화동 hanja : 烽火洞), anciennement (彌勒洞), 고려금융무역회사
- Potonggang-1 (hangeul : 보통강 1동 hanja : 普通江 1洞), 조선광업무역회사, 조선국토환경무역회사, 조선금속기계 수출입회사, 조선해금강회사, 조선흑색 금속수출입회사
- Potonggang-2 (hangeul : 보통강 2동 hanja : 普通江 2洞), où est situé notamment la Société commerciale Korea Ryonhap (hangeul : 조선련합무역회사) qui commercialise les bouteilles d'eaux minérales Adalsan (hangeul : 아달산 hanja : 阿達山)
- Pulgunkori-1 ou Chemin rouge-1 (hangeul : 붉은거리 1동 hanja : 붉은거리 1洞)
- Pulgunkori-2 ou Chemin rouge-2 (hangeul : 붉은거리 2동 hanja : 붉은거리 2洞), 부강제약공장, 조선남강무역회사, 조선록산무역총회사, 조선상원무역회사
- Pulgunkori-3 ou Chemin rouge-3 (hangeul : 붉은거리 3동 hanja : 붉은거리 3洞)
- Rakwon (hangeul : 락원동 hanja : 樂園洞), anciennement (赤屈洞)
- Ryugyong-1 (hangeul : 류경 1동 hanja : 柳京 1洞), anciennement (大駝嶺 1동), 조선새날무역회사, 조선서경무역회사, 조선래일무역회사(?)
- Ryugyong-2 (hangeul : 류경 2동 hanja : 柳京 2洞), anciennement (大駝嶺 2동), 조선래일무역회사(?)
- Segori ou Nouveau Chemin (hangeul : 세거리동 hanja : 세거리洞), 조선릉라도무역총회사, 조선상명무역회사
- Sinwon (hangeul : 신원동 hanja : 新院洞), où est situé notamment la société commerciale Rungra 888 de Corée (Hangeul : 조선릉라888무역회사)
- Sojang (hangeul : 서장동 hanja : 西將洞), 봉수무역련합회사
- Sokam (hangeul : 석암동 hanja : 石岩洞)
- Taebo (hangeul : 대보동 hanja : 大普洞), est occupé en grande partie par l'Hôtel Ryugyong
- Unha 조선금릉무역회사 (운하동)